# Séverin Blanchet
Séverin Blanchet (27 de abril de 1943 - Cabul, 26 de fevereiro de 2010) foi um cineasta e documentarista francês.